# Distrito de Catacaos
El distrito de Catacaos es uno de los diez que conforman la provincia de Piura ubicada en el departamento de Piura en la Costa Norte del Perú. Limita por el Norte con los distritos de Piura y Castilla; por el Sur con los distritos de La Arena y Cura Mori y con la provincia de Sechura; por el Este con las provincias de Morropón y Lambayeque; y, por el Oeste con la provincia de Paita. 
Desde el punto de vista de la jerarquía de la Iglesia católica, forma parte de la Arquidiócesis de Piura.

## Historia
Existen restos arqueológicos como la fortaleza y santuario de Narihualá, que se ubica a 5 km de Catacaos, en un lugar denominado Cerro de Narihualá. Las construcciones están formadas por plataformas de adobe y argamasa de barro organizadas en cuatro sectores. El área en total tiene 6 ha, y ahí en la actualidad se realizan trabajos de restauración. Este distrito es considerado como la capital de la cultura Tallán.
En el año 1547 el pacificador La Gasca ordena levantar el templo de San Juan Bautista, allí donde existía el Tambo de los curacas y oficializa la denominación de las cinco comunidades tallanes con los nombres de: San Juan de Catacaos, San Francisco de Paita, San Martín de Sechura, Santo Domingo de Olmos y San Lucas de Colán.
Catacaos fue parroquia desde 1645 y pertenecía al Partido de Piura y al departamento de Trujillo. El 21 de junio de 1825, Catacaos es elevado a la categoría de distrito por decreto firmado por el Libertador Simón Bolívar. El 11 de enero de 1828 recibe el título de "Heroica Villa” para perpetuar la acción de sus pobladores al pronunciarse de manera franca y abierta contra la Constitución Vitalicia de Simón Bolívar y el 28 de octubre de 1868 es elevado a la categoría de ciudad.

## Toponimia
Etimológicamente la palabra Catacaos deriva de las voces sec "catac" (valle grande) y "ccaos" (exuberante). Esta zona fue poblada por los Tallanes, quienes luego de instalarse y dirigidos por Mecnon y luego por Nariwalac se organizaron y formaron la nación Tallán (Tacllán por el uso de la taclla, herramienta de trabajo agrícola). Su dios fue Walac y en su honor edificaron un enorme santuario, que actualmente se encuentra en restauración (Templo Narihualá). 
Posteriormente fueron invadidos por Mochicas y Chimúes. Durante el virreinato, Catacaos fue "Encomienda de indios", recibiendo el nombre de San Juan de Catacaos. Durante el proceso de emancipación de Perú, aportó muchos contingentes para la liberación.

## Geografía
Se ubica en las coordenadas 5°15′42″ de latitud sur y 80°40′27″ de Longitud oeste; ocupa una zona de bosque seco tropical. Su topografía es plana, con tierras eriazas, en la parte este y sur del distrito, presentando una pequeña zona aluvial en la parte norte, el piso ecológico predominante es costa.
Catacaos, con más de 54 171 habitantes, es predominantemente agrícola y artesano, ya que está rodeado por un valle fértil, con una importante producción de algodón de gran calidad por su textura y largas fibras. Este pueblo forjó su futuro con chimeneas y pesados ferrocarriles, con algarrobo y sombreros de paja, con su filigrana de oro y plata.
Cuenta con los siguientes localidades y caseríos se encuentran Buenos Aires de Cumbibirá , La Campiña, Mocara, San Pablo, El Gredal, Catacaos, Pedregal Grande, Simbilá, Viduque, Paredones, Nuevo Pedregal, La Piedra, La Legua/San Jacinto, Pedregal Chico, 02 de Febrero, La Compuerta de Narihualá, Loma Cheleque, Loma Blanca, Nuevo Cucungará, Nuevo Porvenir, Pueblo Nuevo, Sarita Colonia, Vega de Mera y Vega del Caballo. La capital del distrito se encuentra ubicada a 11 km de la ciudad de Piura, está edificada en la parte llana del valle a poca distancia de la margen izquierda del río Piura.

### Clima
El clima en Catacaos, como en todo el bajo Piura, es caluroso la mayor parte del año; la temperatura varía entre 16 °C como mínimo y 35 °C como máximo. Las mínimas se presentan en el periodo de invierno y las máximas entre enero y marzo, donde puede alcanzarse valores de 37 °C. La zona seca y presenta lluvias variables que cuando ocurren, entre enero y marzo, alcanzan condiciones extremas durante la presencia
recurrente del Fenómeno de El Niño – FEN. La humedad relativa en la ciudad de Catacaos es de 66% como promedio anual, aumenta en los meses denominados fríos y disminuye en el verano.

### Agricultura
La actividad agrícola constituye la principal ocupación de la población económicamente activa albergando el 32.1% de ella; por la grave crisis que atraviesa este sector no constituye el motor capaz de poner en acción la economía distrital. Cultivos como el algodón, ayer considerado el oro blanco norteño que tenía en las exuberantes tierras Cataquenses las mejores condiciones para brindar cosechas generosas, hoy solo forma parte secundaria de la cédula de cultivo agrícola donde el arroz ha pasado a ocupar el papel principal, tanto por el área instalada como por sus producción obtenida.

## Autoridades

### Municipales
- 2019 - 2022[2]
  - Alcalde: José Luis Martín Muñoz Vera, de Región para Todos.
  - Regidores:

  1. Robert Alexis Aguilar Correa (Región para Todos)
  2. Luis Antonio Valencia Seminario (Región para Todos)
  3. Edwin Javier Timaná Villegas (Región para Todos)
  4. Javier Coveñas Marcelo (Región para Todos)
  5. Fernando Joel Llompar Sullon (Región para Todos)
  6. Tania Katherine Nizama Marcelo (Región para Todos)
  7. Miguel Ángel Trelles Coveñas (Alianza para el Progreso)
  8. Manuel Humberto Sandoval Valdiviezo (Movimiento de Desarrollo Local Modelo Región Piura)
  9. Marlon David Flores Quinde (Movimiento Regional Seguridad y Prosperidad)

Alcaldes anteriores
- 2015-2018:[3] Juan Francisco Cieza Sánchez, de la Unión Democrática del Norte (UDN).
- 2011-2014:[4] José Pablo Castro López, del Partido Democrático Somos Perú (SP).

### Policiales
- Comisario de Piura: Comandante PNP Roberto Cedrón Vera.

## Atractivos turísticos
Situado a 12 kilómetros de la ciudad de Piura, es el rincón más tradicional del departamento por su festividad religiosa de la Semana Santa, por las costumbres de sus habitantes, sus chicherías, sus comidas, sus indias pollerudas, su industria de sombreros de paja, su áurea orfebrería y su alegría. Es además, la fuente obligada de los piuranos. Bajo la bandera blanca de sus chicherías, aplaca el rigor de las horas aceradas y bullentes del mediodía así como el de las horas plateadas de la tarde.
Catacaos levanta sus casas modestas y sus chozas de caña de Guayaquil y de pájaro bobo, sobre los terrenos del año 1645 obsequió a los indígenas de la región Don Juan de Mori Alvarado, vicario de la parroquia. Su vida transcurrió como la del resto de los pobladores piuranos, en el medio del silencio, sin protagonizar acontecimientos trascendentes. Es a principios de este siglo que Catacaos toma importancia, con su producto de sombreros de paja de toquilla.
Sus sombreros se exportaban a Alemania. La fibra de los sombreros tejió fortunas. Ahora esta artesanía se encuentra en declive, pero con posibilidades de un futuro mejor.
Catacaos es también la tierra de las chicherías, en cuyas puertas se levantan las banderas blancas que anuncian la chicha fresca, espumante y generosa. Sobre el suelo de tierra de la chichería se amontonan los cántaros de Simbilá, con su espirituoso contenido. Sobre las mesas rústicas de madera, se llenan los potos –calabazas pulidas y vacías- que levantan la espuma del claro y del destilado. Y en torno a los cántaros pequeños, -“chirihuacos”- y el poto que debe llenarse cuando se encuentra bien seco, para que la chicha levante su espuma sedosa y fresca, se sientan los piuranos a calmar su sed. Allí se pasan el poto de mano en mano y de boca en boca, los “blancos” piuranos que humedecen sus paladares con la bebida del indio.
Cada año miles de turistas recorren la calle Comercio para adquirir joyas, sombreros y otras artesanías propias de la región.

### Artesanía
La artesanía de este pueblo es reconocida nacional e internacionalmente, a tal grado que el Estado le ha concedido el título de Capital Artesanal con la ley 25132 en el año 1989. Sus artesanos cuentan con gran habilidad para confeccionar joyas de oro y plata en filigrana (hilos muy finos), los que artísticamente adornan collares y sortijas, y confeccionan todo tipo de objeto que sea solicitado. Destacan también sus tejidos de paja toquilla, famosa por su calidad, finura y delicadeza; por su artesanía en madera dura (hualtaco), que asombra por su belleza, perfección y diseño. Catacaos es caracterizado por los siguientes trabajos en artesanía:

### Filigrana
La filigrana, técnica concebida con hilos de plata que permiten el trasluz y la transparencia, combina mediante el trabajo lento y refinado, el diseño y la levedad del encaje con la solidez que proviene de la plata. Los hilos de distintos espesores y en algunos casos retorcidos, cubren espacios y dejan otros vacíos, formando un tejido traslúcido que se asemeja a las técnicas de bolilla y del croché.
En Catacaos las más populares son las llamadas "dormilonas", aretes compuestos por una parte superior redondeada ("aroma") y una parte inferior colgante ("dormilona"), armados sobre la base de una urdimbre de metal adelgazado en hebras. La mayoría de los artesanos poseen talleres propios y emplean "aprendices" o "asalariados", pero son los mismos dueños o los familiares más cercanos los que tienen el control de la industria y generalmente los talleres se encuentran ubicados en su propio hogar.

### Alfarería
La alfarería o elaboración de objetos de cerámica presupone dar forma plástica a un puñado de arcilla húmeda para luego someterla a altas temperaturas, con lo que adquiere extrema dureza. 

### Gastronomía
Catacaos es conocida por sus comidas y picanterías (restaurantes locales), que son puntos obligados de los lugareños y de todo visitante. Destacan entre sus platos más reconocidos:
- El ceviche, pescado crudo cocido con limón agrio, cebolla, sal y ají picante, y que puede ser de mero, cabrilla o cachema, acompañado de una buena 'trama' (camote, yuca o zarandaja).
- El pasado, pescado salpresa pasado por agua caliente (previamente salado con un día de anterioridad, se usa el mero, cabrillón, peje blanco, ojo de uva, y se sirve con una salsa de cebolla salpicada de culantro y ají y acompañado de camote y yuca sancochados o arroz blanco.
- La 'malarrabia' (plato preparado con plátano sancochado y cocinado en agua, acompañado de quesos y aceitunas).
- El 'seco de chabelo', que es plátano verde frito y molido con carne seca y aderezo (ají panca, cebolla, tomate, sal).
- La 'sopa de novios', plato tradicional que se servía en cada boda o fiesta importante del pueblo: este plato está hecho a base de pan remojado, fideos (los cuales se ponen a cocinar y se les agregan pasas secas), se sirve con arroz blanco y estofado de carne, y se decora con un refrito, aceituna y huevo duro.
- Y por supuesto la famosa 'chicha de jora', bebida fermentada de un tipo de maíz especial(Amarillo duro), el cual se hace germinar, luego se seca y se muele, Se prepara según técnicas muy antiguas: se hierve el maíz en ollas de arcilla, la solución obtenida se vierte en "tinajas" y en "peroles" luego se "mastica", a este proceso se le denomina "enfriar", a continuación se deja fermentar hasta lograr el punto ácido, separando el líquido clarificado en "clarito" y "Jora" los cuales son sometidos a una segunda cocción en ollas de arcilla, a continuación viene el "cernido" que es la separación de los sólidos del maíz, luego es envasada en vasijas de barro cocido, para su fermentación en las cálidas arenas de Catacaos. El proceso de fabricación dura aprox 96 horas.

Las picanterías acostumbran poner una bandera blanca en la puerta.

### Arte sacro
Es interesante visitar la iglesia de San Juan Bautista, construida sobre terrenos donde en la época precolombina existía el edificio o palacete Tacllán para realizar los consejos de Curacas y Capullanas, siendo este templo el tercero; el primero fue construido en 1547 y fue destruido por el terremoto de 1912; se inicia su reconstrucción en 1915, y es destruida nuevamente en 1983 por las lluvias del fenómeno El Niño. La reconstrucción del tercero se inicia en 1995, la que es calificada como una réplica de la Capilla Sixtina, por la belleza y similitud de su decoración en las bóvedas, realizada por artesanos locales

### Semana Santa
La Semana Santa se celebra desde 1540 en Piura .
En Semana Santa, la costumbre manda que en Jueves y Viernes Santo, las familias más acaudaladas de la ciudad sirvan los 7 potajes a la población.
Catacaos es un pueblo hospitalario y cada 21 de junio se celebra un Aniversario más de su creación política como distrito. Muchos ciudadanos desde otros países viajan para visitar el distrito de Catacaos. En Semana Santa tiene muchos turistas.

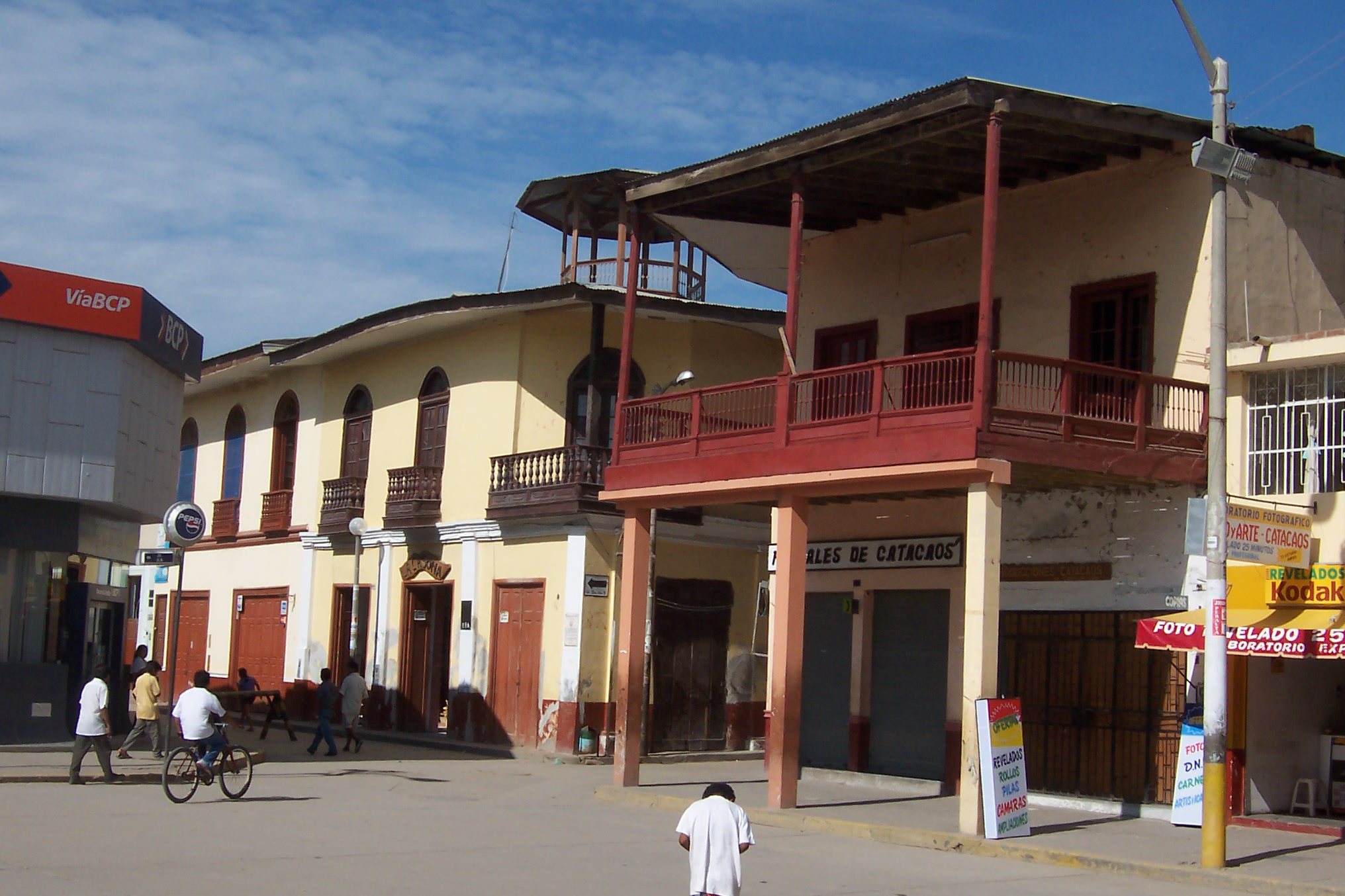
Construcción típica en Catacaos
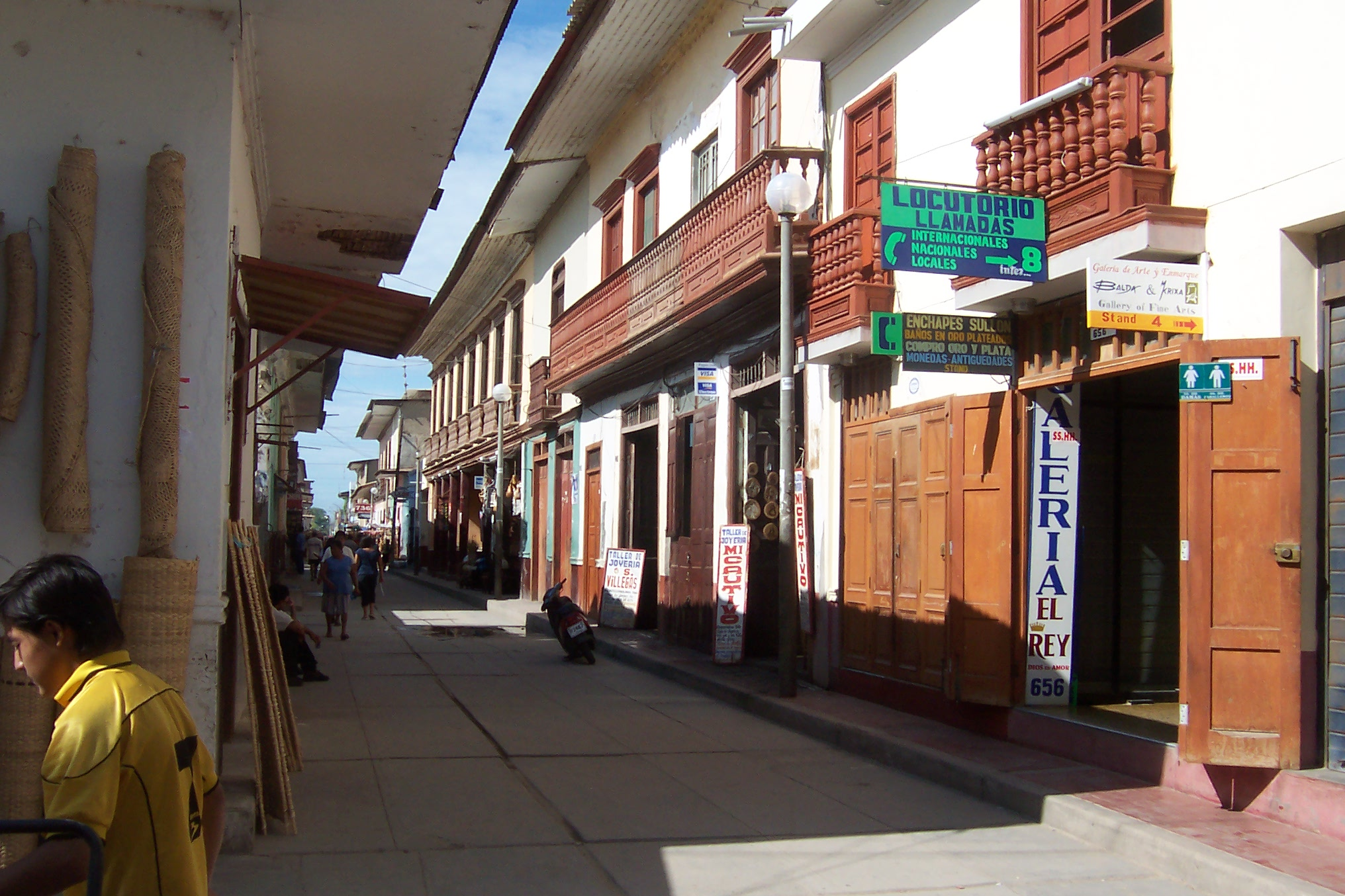
Calle principal de venta de artesanías
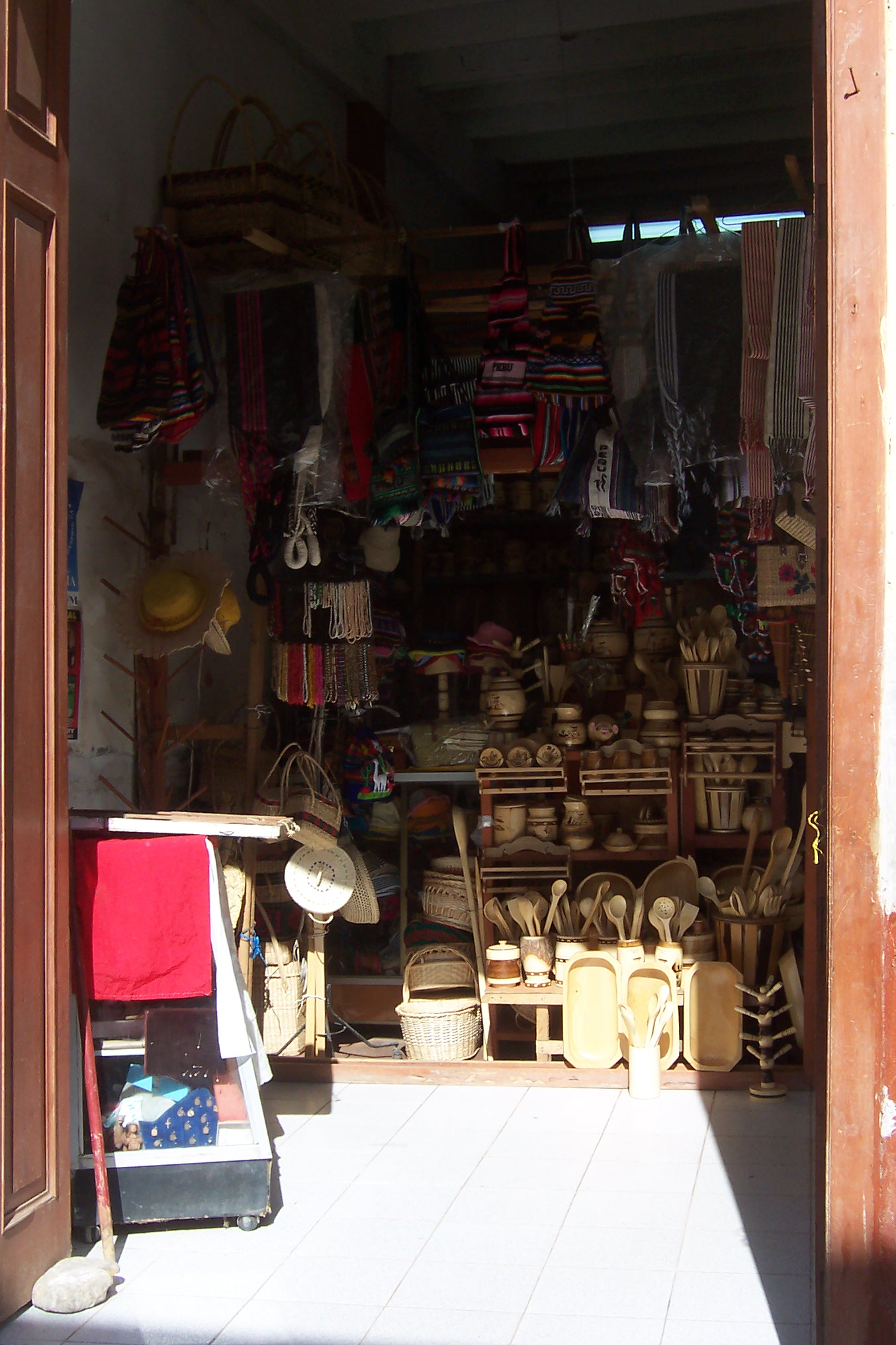
Tienda de artesanías
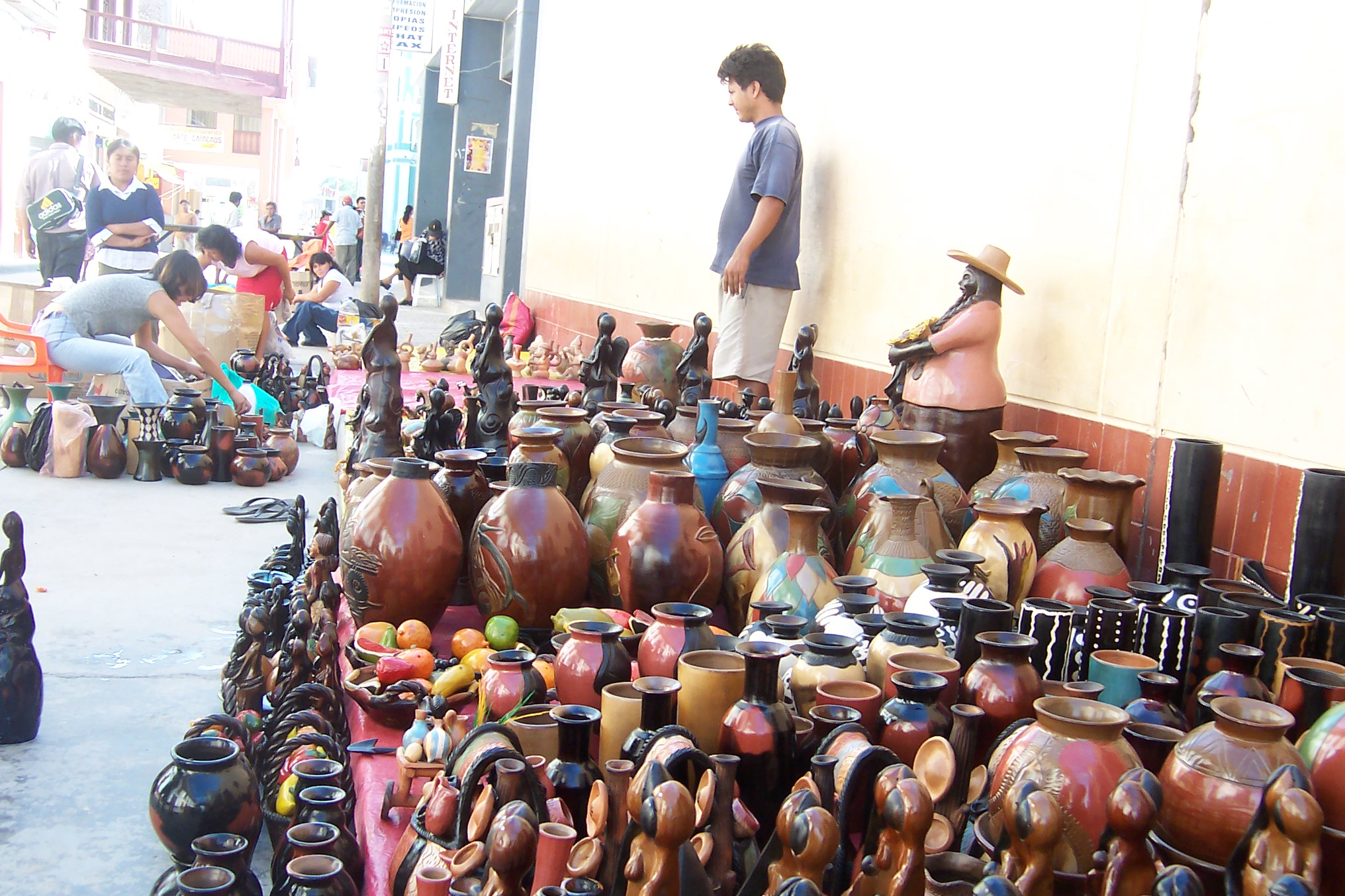
Venta de artesanías en la calle

## Personas destacadas
- Cayetano Heredia, médico peruano.
- Jacobo Cruz Villegas, historiador de Catacaos.
- Juan Humberto Requena Oliva, Congresista de la República.
- José Emilio Ramírez Rivas, músico y compositor.
- Segundo Campoverde Celi; músico y compositor poeta y pintor reconocido nacionalmente